# Sasbach am Kaiserstuhl
Sasbach am Kaiserstuhl è un comune tedesco di 3 364 abitanti, situato nel land del Baden-Württemberg. Si trova ai piedi del massiccio del Kaiserstuhl (da cui il nome) lungo il fiume Reno, sul confine con la Francia.